# لوكاس سانشيز
لوكاس سانشيز (بالإسبانية: Lucas Sánchez)‏ هو لاعب كرة قدم أرجنتيني في مركز الدفاع، ولد في 12 ديسمبر 1997 في الأرجنتين. لعب مع Club y Biblioteca Ramón Santamarina ‏.

## وصلات خارجية
- لوكاس سانشيز على موقع قاعدة بيانات كرة القدم.إي يو (الإنجليزية)
- لوكاس سانشيز على موقع Soccerway.com (الإنجليزية)